# ابوسعد موسوی
ابوسَعَد موسوی با نام اصلی سید خلف موسوی فرزند جابر از هنرمندان موسیقی نواحی کشور متولد ۱۸ اردیبهشت ۱۳۴۲ در منطقه ملاشیه اهواز است که پس از پنج دهه فعالیت هنری در فروردین ۹۷ به دلیل سکته قلبی فوت کرد. ابوسعد نوازنده ویولون، سنتور و تمپو بود. در کنار نوازندگی، خوانندگی، شاعری و آهنگسازی را نیز در کارنامهٔ هنری خود دارد. او در کشورهای عراق و کویت طرفدار داشت.
ابوسعد از سال ۱۳۵۷ همکاری هنری خود را با سعید کعبی معروف به ابو حاتم، ابوسعید هواشمی، احمد زرگانی، ضاحی، خلیل عبیداوی، یونس خلف و … شروع کرد و توانست در جشنواره‌های ملی مختلفی ازجمله جشنواره موسیقی نواحی استان کرمان به همراه هنرمندان همچون مرحوم محمد شهابی، سعید کعبی، ابوسعید هواشمی و ستارعبدالخانی شرکت کند.